# Emmanuel Lebesson
Emmanuel Lebesson (* 24. April 1988 in Niort) ist ein französischer Tischtennis-Nationalspieler. Er wurde 2016 Europameister im Einzel und 2022 Europameister im Mixed.

## Werdegang
Lebesson begann im Alter von 5 Jahren, Tischtennis zu spielen. Erste internationale Auftritte hatte er ab 2004 im World Junior Circuit, 2005 holte er mit der französischen Mannschaft Gold bei der Jugend-Europameisterschaft. 2006 nahm er an der Jugend-Weltmeisterschaft teil, wo er im Einzel das Achtelfinale und im Doppel das Viertelfinale erreichte. Ab diesem Jahr trat er international zudem im Erwachsenenbereich an, 2007 erstmals bei einer Weltmeisterschaft. Im Doppel mit Adrien Mattenet kam er dabei unter die letzten 32. Dieses Doppel spielte auch 2008 und 2009 zusammen, gewann 2008 die französische Meisterschaft, qualifizierte sich auf der Pro Tour jeweils für die Grand Finals und erreichte dort das Halbfinale. Bei der Europameisterschaft 2009 holte Lebesson Bronze im Doppel mit Damien Éloi, im selben Jahr gewann er die französische Meisterschaft auch im Einzel und die Mittelmeerspiele mit dem Team. 2010 holte er mit dem französischen Team Bronze bei der Europameisterschaft; in diesem Jahr stieß er in der Weltrangliste außerdem zum ersten Mal unter die besten 100 vor, ab dem Februar 2011 konnte er sich dort dauerhaft etablieren. Zusammen mit Adrien Mattenet gewann er 2011 zum zweiten Mal die französische Meisterschaft im Doppel.
Bei den Brazil Open 2012 erreichte er im Einzel und Doppel das Halbfinale, was seine erste Medaillenplatzierung im Einzel auf der World Tour bedeutete. In der Weltrangliste erreichte er damit Platz 44, was für ihn eine neue Rekordmarke darstellte. Den Doppelwettbewerb der französischen Meisterschaft gewann er 2013 zum dritten Mal, diesmal an der Seite von Simon Gauzy. Zur Saison 2013/14 wechselte er zu Boulogne-Billancourt. 2015 fanden die ersten Europaspiele statt, bei denen Frankreich im Halbfinale auf Deutschland traf. Dabei trat das deutsche Team wegen einer Lebensmittelvergiftung Timo Bolls nur zu zweit an und lag somit praktisch von Beginn an 0:2 zurück. Beim Stand von 2:2 schlug Lebesson im entscheidenden letzten Spiel Dimitrij Ovtcharov mit 3:1 – nach dem Sieg über Vladimir Samsonov im Viertelfinale der zweite Sieg über einen Top-10-Spieler innerhalb eines Tages – und brachte Frankreich damit ins Finale, das gegen Portugal verloren ging. Insgesamt kam Lebesson im Teamwettbewerb auf eine 3:0-Doppel- und eine 2:0-Einzelbilanz. Bei der EM später im Jahr kam es erneut zu einem Halbfinalduell mit Deutschland, eine 1:3-Niederlage bedeutete Bronze für das französische Team. 2016 konnte Frankreich bei der Weltmeisterschaft überraschend mit 5 Siegen aus 5 Spielen seine Gruppe gewinnen und traf im Viertelfinale auf das englische Team, das man in der Gruppenphase mit 3:0 geschlagen hatte. Das Viertelfinale ging jedoch mit 2:3 verloren, womit die Chance auf eine Medaille verpasst wurde. Trotzdem reihte sich diese Platzierung in eine Folge kontinuierlicher Verbesserungen seit Lebessons erster Team-WM-Teilnahme 2008 ein.
Lebesson nahm im April 2016 erfolgreich an der Qualifikation für die Olympischen Spiele teil und rückte damit in der Weltrangliste auf Platz 36 vor, in den Monaten danach bis auf Platz 30. Bei den Olympischen Spielen schied er im Einzel allerdings in seinem ersten Spiel gegen Adrian Crișan aus, im Teamwettbewerb verlor Frankreich, wie schon bei der WM (diesmal allerdings schon im Achtelfinale), mit 2:3 gegen das Vereinigte Königreich. Zur Saison 2016/17 wechselte er in der französischen Pro A zu Vaillante Angers. Bei der EM 2016 schlug Lebesson im Einzel unter anderem den auf Position 3 gesetzten Marcos Freitas und gewann schließlich die Goldmedaille. Nach Jacques Secrétins EM-Titel 1976 war dies der zweite EM-Sieg im Einzel für einen Franzosen. 2017 wurde er französischer Meister im Einzel und mit Tristan Flore auch im Doppel. Zur Saison 2017/18 schloss er sich SPO Rouen an. Mit der französischen Mannschaft holte er nach einer knappen Halbfinalniederlage gegen Portugal Bronze bei der EM 2017.
Durch eine Wildcard konnte er 2018 in Paris das erste Mal am World Cup teilnehmen, wo er die Hauptrunde erreichte und dort gegen Timo Boll ausschied. 2019 holte er zum dritten Mal in Folge EM-Bronze mit dem Team. Ab diesem Jahr bildete er ein gemischtes Doppel mit Yuan Jia Nan, mit der er 2021 das EM-Halbfinale erreichte, das sie nach vier vergebenen Matchbällen gegen Dang Qiu/Nina Mittelham verloren. Bei den Olympischen Spielen belegten sie den vierten Platz, 2022 wurden sie Europameister.
In der Saison 2023/2024 gewann Lebesson mit Panathinaikos Athen die ETTU Europe Trophy.

## Privat
Emmanuel Lebesson ist verheiratet und hat einen Sohn.

## Turnierergebnisse
| Verband | Veranstaltung                         | Jahr | Ort            | Land | Einzel        | Doppel        | Mixed         | Team          |
| ------- | ------------------------------------- | ---- | -------------- | ---- | ------------- | ------------- | ------------- | ------------- |
| FRA     | Europameisterschaft                   | 2022 | München        | GER  | letzte 64     | letzte 32     | Gold          |               |
| FRA     | Europameisterschaft                   | 2021 | Cluj-Napoca    | ROU  |               |               |               | 9.–16. Platz  |
| FRA     | Europameisterschaft                   | 2020 | Warschau       | POL  | letzte 64     | letzte 32     | Halbfinale    |               |
| FRA     | Europameisterschaft                   | 2019 | Nantes         | FRA  |               |               |               | Halbfinale    |
| FRA     | Europameisterschaft                   | 2018 | Alicante       | ESP  | letzte 32     | Viertelfinale | Achtelfinale  |               |
| FRA     | Europameisterschaft                   | 2017 | Luxemburg      | LUX  |               |               |               | Halbfinale    |
| FRA     | Europameisterschaft                   | 2016 | Budapest       | HUN  | Gold          | Achtelfinale  |               |               |
| FRA     | Europameisterschaft                   | 2015 | Jekaterinburg  | RUS  | letzte 64     | Achtelfinale  |               | Halbfinale    |
| FRA     | Europameisterschaft                   | 2014 | Lissabon       | POR  |               |               |               | 7             |
| FRA     | Europameisterschaft                   | 2013 | Schwechat      | AUT  | letzte 32     | Achtelfinale  |               | 8             |
| FRA     | Europameisterschaft                   | 2012 | Herning        | DEN  | letzte 64     | letzte 32     |               |               |
| FRA     | Europameisterschaft                   | 2011 | Danzig         | POL  | letzte 64     | Achtelfinale  |               | 9             |
| FRA     | Europameisterschaft                   | 2010 | Ostrava        | CZE  |               | Viertelfinale |               | Halbfinale    |
| FRA     | Europameisterschaft                   | 2009 | Stuttgart      | GER  |               | Halbfinale    |               |               |
| FRA     | Europe Top 16                         | 2023 | Montreux       | SUI  | Achtelfinale  |               |               |               |
| FRA     | Europe Top 16                         | 2022 | Montreux       | SUI  | Achtelfinale  |               |               |               |
| FRA     | Europe Top 16                         | 2021 | Thessaloniki   | GRC  | Halbfinale    |               |               |               |
| FRA     | Europe Top 16                         | 2020 | Montreux       | SUI  | Achtelfinale  |               |               |               |
| FRA     | Europe Top 16                         | 2019 | Montreux       | SUI  | Achtelfinale  |               |               |               |
| FRA     | Europe Top 16                         | 2018 | Montreux       | SUI  | Achtelfinale  |               |               |               |
| FRA     | Europe Top 16                         | 2017 | Antibes        | FRA  | 9.–12. Platz  |               |               |               |
| FRA     | Europaspiele                          | 2019 | Minsk          | BLR  | Viertelfinale |               |               | 9.–12. Platz  |
| FRA     | Europaspiele                          | 2015 | Baku           | AZE  |               |               |               | Silber        |
| FRA     | Jugend-Europameisterschaft (Junioren) | 2006 | Sarajevo       | BIH  |               |               | Gold          |               |
| FRA     | Jugend-Europameisterschaft (Junioren) | 2005 | Ostrava        | CZE  |               |               |               | Gold          |
| FRA     | Olympische Spiele                     | 2021 | Tokio          | JPN  | letzte 32     |               | 4. Platz      | Viertelfinale |
| FRA     | Olympische Spiele                     | 2016 | Rio de Janeiro | BRA  | letzte 48     |               |               | Achtelfinale  |
| FRA     | Grand Smash                           | 2022 | Singapur       | SGP  | letzte 64     | letzte 32     | Halbfinale    |               |
| FRA     | ITTF Challenge Series                 | 2020 | Lissabon       | POR  | Viertelfinale |               | Gold          |               |
| FRA     | ITTF Challenge Series                 | 2019 | Markham        | CAN  | letzte 64     | Halbfinale    |               |               |
| FRA     | ITTF Challenge Series                 | 2019 | Minsk          | BLR  | Gold          | Viertelfinale |               |               |
| FRA     | WTT Series (Star Contender)           | 2023 | Panaji         | IND  | letzte 32     |               | Halbfinale    |               |
| FRA     | WTT Series (Star Contender)           | 2022 | Doha           | QAT  | letzte 48     |               | Gold          |               |
| FRA     | WTT Series (Contender)                | 2021 | Tunis          | TUN  | Achtelfinale  | Silber        | Gold          |               |
| FRA     | WTT Series (Contender)                | 2021 | Doha           | QAT  | Achtelfinale  |               | Silber        |               |
| FRA     | ITTF Pro Tour                         | 2019 | Linz           | AUT  | Qual.         | Achtelfinale  | Halbfinale    |               |
| FRA     | ITTF Pro Tour                         | 2019 | Budapest       | HUN  | letzte 32     | Halbfinale    | Qual.         |               |
| FRA     | ITTF Pro Tour                         | 2017 | Olmütz         | CZE  | Halbfinale    | Viertelfinale |               |               |
| FRA     | ITTF Pro Tour                         | 2017 | Doha           | QAT  | Qual.         | Halbfinale    |               |               |
| FRA     | ITTF Pro Tour                         | 2014 | Doha           | QAT  | letzte 32     | Silber        |               |               |
| FRA     | ITTF Pro Tour                         | 2012 | Santos         | BRA  | Halbfinale    | Halbfinale    |               |               |
| FRA     | ITTF Pro Tour                         | 2011 | Rabat          | MAR  | Viertelfinale | Silber        |               |               |
| FRA     | ITTF Pro Tour                         | 2011 | Velenje        | SLO  | letzte 64     | Silber        |               |               |
| FRA     | ITTF Pro Tour                         | 2009 | Sheffield      | ENG  | letzte 64     | Halbfinale    |               |               |
| FRA     | Pro Tour Grand Finals                 | 2009 | Macau          | MAC  |               | Halbfinale    |               |               |
| FRA     | Pro Tour Grand Finals                 | 2008 | Macao          | MAC  |               | Halbfinale    |               |               |
| FRA     | Weltmeisterschaft                     | 2023 | Durban         | RSA  |               | letzte 32     | letzte 32     |               |
| FRA     | Weltmeisterschaft                     | 2022 | Chengdu        | CHN  |               |               |               | Viertelfinale |
| FRA     | Weltmeisterschaft                     | 2021 | Houston        | USA  | letzte 32     | Achtelfinale  | Viertelfinale |               |
| FRA     | Weltmeisterschaft                     | 2019 | Budapest       | HUN  | letzte 32     | Achtelfinale  | Qual.         |               |
| FRA     | Weltmeisterschaft                     | 2018 | Halmstad       | SWE  |               |               |               | 17            |
| FRA     | Weltmeisterschaft                     | 2017 | Düsseldorf     | GER  | letzte 64     | letzte 32     |               |               |
| FRA     | Weltmeisterschaft                     | 2016 | Kuala Lumpur   | MAS  |               |               |               | Viertelfinale |
| FRA     | Weltmeisterschaft                     | 2015 | Suzhou         | CHN  | letzte 64     | Achtelfinale  | letzte 32     |               |
| FRA     | Weltmeisterschaft                     | 2014 | Tokio          | JPN  |               |               |               | 13            |
| FRA     | Weltmeisterschaft                     | 2013 | Paris          | FRA  | letzte 32     | letzte 32     | letzte 32     |               |
| FRA     | Weltmeisterschaft                     | 2012 | Dortmund       | GER  |               |               |               | 18            |
| FRA     | Weltmeisterschaft                     | 2011 | Rotterdam      | NED  | letzte 128    | letzte 32     | letzte 32     |               |
| FRA     | Weltmeisterschaft                     | 2010 | Moskau         | RUS  |               |               |               | 19            |
| FRA     | Weltmeisterschaft                     | 2009 | Yokohama       | JPN  | letzte 128    | letzte 32     |               |               |
| FRA     | Weltmeisterschaft                     | 2008 | Guangzhou      | CHN  |               |               |               | 22            |
| FRA     | Weltmeisterschaft                     | 2007 | Zagreb         | CRO  | letzte 128    | letzte 32     | letzte 128    |               |
| FRA     | World Cup                             | 2018 | Paris          | FRA  | Achtelfinale  |               |               |               |
| FRA     | Jugend-Weltmeisterschaft              | 2006 | Cairo          | EGY  | Achtelfinale  | Viertelfinale |               |               |
| FRA     | Mittelmeerspiele                      | 2009 | Pescara        | ITA  |               |               |               | Gold          |
| FRA     | World Junior Circuit                  | 2006 | Örebro         | SWE  | Halbfinale    |               |               |               |
| FRA     | World Junior Circuit                  | 2005 | Casablanca     | MAR  | Halbfinale    |               |               |               |
| FRA     | World Junior Circuit                  | 2004 | Noumea         | NCL  | Halbfinale    |               |               |               |
| FRA     | WTC-World Team Cup                    | 2007 | Magdeburg      | GER  |               |               |               | 5             |